# Naomi Judd
Naomi Judd (nacida como Diana Ellen Judd; Ashland, Kentucky; 11 de enero de 1946-Nashville, Tennessee; 30 de abril de 2022) fue una cantante de música country y actriz estadounidense. En 2021 fue incluida en el Museo y Salón de la Fama del Country como miembro de The Judds junto con su hija Wynonna.

## Primeros años
Nació siendo hija de Pauline Ruth 'Polly' (née Oliver; 1927-2019) y Charles Glen Judd (1924-1984) el 11 de enero de 1946 en Ashland, Kentucky. Su padre era dueño de una gasolinera. En 1965, su hermano Brian (1948-1965) murió debido a una leucemia a los diecisiete años de edad. La primera hija de Naomi, Christina Ciminella (más tarde conocida como Wynonna Judd) nació cuando Judd tenía dieciocho años. Después del nacimiento de su hija Ashley (abril de 1968), quien se convirtió en una actriz de cine y de teatro, y el final de su matrimonio con Michael Ciminella, Judd crio a sus dos hijas como madre soltera. Asistió a una escuela de enfermería en el Colegio de Marin de California mientras vivía cerca de Lagunitas, California, y luego comenzó una carrera exitosa como cantante junto con su hija Wynonna.

## The Judds
Junto con su hija Wynonna Judd formó el dúo de cantantes conocido como The Judds, siendo el grupo de madre e hija más famoso de la música country, The Judds obtuvieron veinte éxitos entre los diez primeros (incluyendo quince en el número uno) y estuvieron invictas durante ocho años consecutivos en los tres principales espectáculos de premios de música country. Además, el grupo ganó cinco premios Grammy y una amplia gama de otros premios y distinciones. Como compositora Judd también ganó un premio Grammy a la canción de música country del año con el éxito de The Judds "Love Can Build a Bridge".

## 1991: Fin de The Judds; años posteriores
En 1991, después de haber vendido más de 20 millones de álbumes y videos en siete años y en el pináculo de su carrera, the Judds llegaron a un final abrupto cuando a Naomi Judd le diagnosticaron hepatitis C. La banda terminó con una nota alta: su gira de despedida fue el acto más taquillero y su concierto de despedida fue el evento musical más exitoso en la historia del pago por evento por cable.[cita requerida] En 1991 Judd creó el Fondo de Investigación y Educación Naomi Judd para crear conciencia sobre la Hepatitis C y utilizó la fuerza de sus experiencias como portavoz modelo de la American Liver Foundation.[cita requerida]
En 1993 recibió el premio Golden Plate Award por la Academy of Achievement.
Continuaron actuando ocasionalmente (uno de sus primeros trabajos en la actuación fue en un pequeño papel en More American Graffiti en 1979). En 1999, interpretó a Lily Waite juntó con Andy Griffith y Gerald McRaney en la película A Holiday Romance.
En 1999 The Judds se reunió para un concierto de Nochevieja en Phoenix en el America West Arena juntó con Ashley como MC. En 2000 The Judds se reunieron nuevamente para realizar su gira "Power to Change" actuando ante más de 300.000 personas en treinta fechas. El dúo fue nominado como el mejor dúo vocal del año por la Academia de Música Country en 2001. De 2003 a 2004 Judd se desempeñó como uno de los jueces de la versión renovada de Star Search presentada por Arsenio Hall.
En 2005, Naomi estrenó Naomi's New Morning, un programa de entrevistas que era transmitido por los domingos por la mañana en Hallmark Channel. El programa duró dos temporadas. También fue autora de varios libros de autoayuda, incluido Naomi's Guide to Aging Gratefully: Facts, Myths, and Good News for Boomers (2007).
En 2008 Judd se unió a una nueva serie de competencia de telerrealidad Can You Duet como jueza y mentora. El programa, que fue hecho por los productores de American Idol, se emitió por Country Music Television.
En 2011 Judd protagonizó junto con la actriz Laura Prepon el telefilme de Lifetime The Killing Game.
En 2014 interpretó a "Honey" en An Evergreen Christmas.
Judd compitió junto con su esposo en la primera temporada del concurso de telerrealidad My Kitchen Rules de Fox Broadcasting Company.

## Vida personal y muerte
Su segundo matrimonio fue con Larry Strickland el 6 de mayo de 1989 en el Palmetto State Quartet.
Judd había sufrido depresión durante mucho tiempo. Una década antes de su muerte, la depresión empezó a empeorar y estuvo acompañada de ansiedad, ataques de pánico y pensamientos suicidas. Los medicamentos que le había recetado, incluyendo el litio, produjeron efectos secundarios como edema facial, alopecia y temblores, lo que le provocó más angustia emocional.
El 30 de abril de 2022, Judd se suicidó en su casa cerca de Nashville, Tennessee, a los 76 años. Al anunciarse su muerte, sus hijas tuitearon, en parte: "Hoy, las hermanas experimentamos una tragedia. Perdimos a nuestra hermosa madre por la enfermedad mental".

## Discografía

### Canciones destacadas
| Año  | Canción                                         | Artista      | Posiciones máximas | Álbum                            |
| Año  | Canción                                         | Artista      | US Country         | Álbum                            |
| ---- | ----------------------------------------------- | ------------ | ------------------ | -------------------------------- |
| 2004 | "Flies on the Butter (You Can't Go Home Again)" | Wynonna Judd | 33                 | What the World Needs Now Is Love |